# Мстислав Храбри
Мстислав Храбри (умро 1228) био је руски владар и војсковођа из 13. века, у периоду распада Кијевске Русије.

## Живот и дела
Мстислав Мстиславич Удалој (Храбри) био је кнез торопецки од 1206. и кнез новгородски и галички од 1210. Најславнији руски војсковођа свог времена, борио се против најезде Половаца, Монгола, немачких витезова, Пољака и Мађара.
1215. добио је велику Липицку битку против свргнутог кнеза Новгорода, Јарослава и његовог брата, великог кнеза Јурија од Владимира. Након победе свргао је великог кнеза и поставио свог зета Константина Ростовског на његово место. 1219. успешно је одбранио Галич од удружене пољско-мађарске инвазије. 1223. био је организатор савеза руских владара за борбу против Монгола, при првом монголском продору у руске и куманске земље. У бици на Калки командовао је руском коњицом у претходници: смело, али неопрезно напао је монголску главнину, а затим побегао са бојишта, што је допринело руском поразу.

## Породица
Познато је да је био зет куманског кана Котена, док је његова кћи била удата за великог кнеза Константина Всеволодовича од Владимира.

## Оцена
По оцени Алексеја Јелачића, Мстислав храбри био је: 
"»анархиста« своје врсте, вечити борац против апсолутизма великих кнежева владимирских, савезник новгородске републике".